# Luis Arana

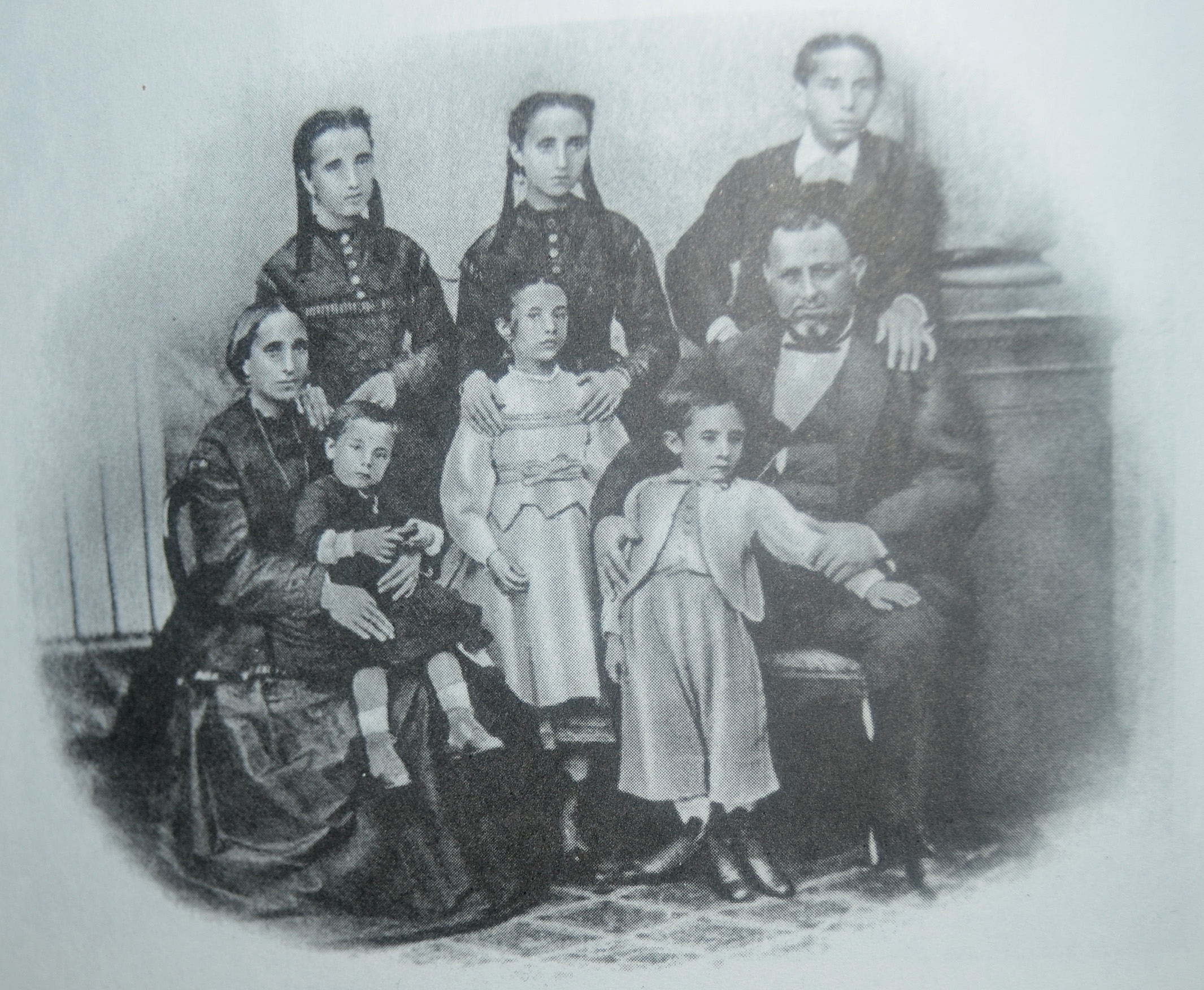
Foto di famiglia col fratello Sabino

Luis Arana Goiri o Arana ta Goiri'taŕ Koldobika (secondo il metodo anagrafico da lui inventato) (Bilbao, 25 agosto 1862 – Santurtzi, 1º giugno 1951) è stato un politico spagnolo di origini basche.

## Biografia
Luis Arana nasce a Bilbao, nel 1862, da una ricca famiglia carlista, prende il nome dal padre.

## Attività politica
Fu fondatore del Partito Nazionalista Basco insieme a suo fratello Sabino Arana, con cui contribuì a disegnare la Ikurrina, bandiera storica del Paese Basco. Fu eletto per tre volte presidente del partito.
| Controllo di autorità | VIAF (EN) 18044741 · ISNI (EN) 0000 0000 2244 4199 · GND (DE) 120119765 · BNE (ES) XX1194596 (data) |